# همپدن (حوزه سرشماری)، مین
همپدن (به انگلیسی: Hampden) یک منطقهٔ مسکونی در ایالات متحده آمریکا است که در شهرستان پنوب‌اسکات، مین واقع شده‌است. همپدن ۳۰٫۱ کیلومتر مربع مساحت و ۴٬۳۴۳ نفر جمعیت دارد و ۳۳ متر بالاتر از سطح دریا واقع شده‌است.